# Emergo Train System
Emergo Train System（エマルゴ・トレイン・システム、ETS）は、スウェーデンのリンショーピング大学病院に併設された Centre for Teaching and Research in Disaster Medicine & Traumatology（災害医療・外傷学教育研究センター：KMC）にて20年以上前から開発・運営されている救急・災害医療の机上シミュレーション。日本での通称はエマルゴ。

## 概要
ETSは災害・救急医学教育の教育および訓練に用いるための教育学的なシミュレーション・システムで有り、通常の事故から、大事故・災害まで様々に異なるレベルのマネージメントについて、教育、検証、質の保証の目的で用いることができる教育体系である。

## 国際ワークショップ
ETSの国際普及に伴い、各国の災害医療研修のニーズをもとに、また様々な ICT (Informtion Communication Technology) の災害医療への導入により国際ETSワークショップが開催されることとなり、第1回がボローニャ（イタリア）、第2回がロンドン（イギリス）、第3回が富山（日本）で開催された。

## 国際所有権
国際的な所有権は、開発に出資したスウェーデンのエステルイェータランド県（Östergötlands län）に属しており、エステルイェータランド県とリンショーピング大学を設立母体とする災害医療・外傷学教育研究センター（KMC）が運営権と開発権を保有する。

## 国内所有権
日本国内では、一般社団法人日本災害医療教育研修協会（JDMET）と、Emergo Train System（ETS）の代理人である株式会社ノルメカエイシアにより、国内におけるETS（エマルゴ）の教育システム構築がすすめられてきた。2012年1月より、エマルゴの運営セクションが日本エマルゴ協会として株式会社ノルメカエイシア内に設置されている。

## シニア・インストラクターコース
日本国内でのエマルゴ・シニアインストラクターコース（日本災害医療上級指導者養成研修会）は北陸救急災害医療機構の支援により年１-２回、継続開催されている。